# Thallarcha macillenta
Thallarcha macillenta là một loài bướm đêm thuộc phân họ Arctiinae, họ Erebidae.